# 우크라이나의 로마 가톨릭교회

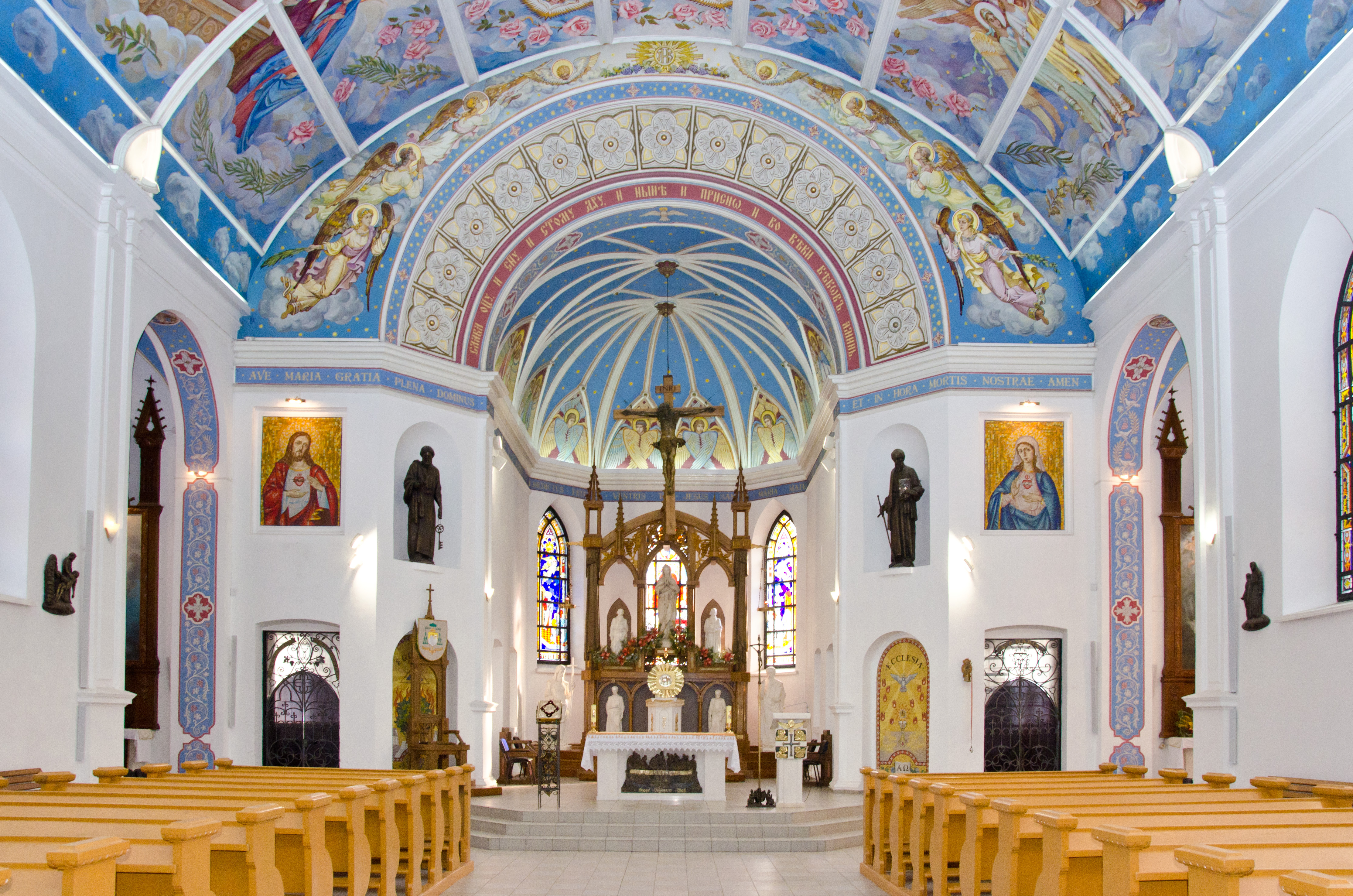

이 문서는 우크라이나의 로마 가톨릭교회 문서이다. 현재 우크라니아의 가톨릭 신자는 전체 국민의 8%인 4백만명이다. 2007년 통계조사에 따르면, 우크라이나 가톨릭교회에는 905개의 공동체와 88곳의 수도원, 656명의 수사와 수녀, 527명의 사제, 713채의 성당(74채의 성당은 세워지고 있는 중), 39개의 선교회, 8곳의 교육시설, 551곳의 주일 학교, 14개의 정기 출판물 등이 있다.
우크라이나 가톨릭교회에는 현재 우크라이나 전례, 라틴 전례, 루테니아 전례 등의 여러 전례 양식의 교회가 있다. 제2차 세계대전 이전에는 아르메니아 전례 교회도 있었다.
제2차 세계대전 이후 5년 동안 우크라이나 공산 정부의 손에 의해 3,600명의 가톨릭 사제들이 처형되거나 추방되었으며, 1,000곳의 가톨릭 성당이 흔적도 없이 파괴되었다.
우크라이나 가톨릭교회에서 가장 큰 규모를 자랑하는 교회는 우크라이나 그리스 가톨릭교회이다.
2001년에는 교황 요한 바오로 2세가 우크라이나를 사목방문하였다.